# Fugio Cent

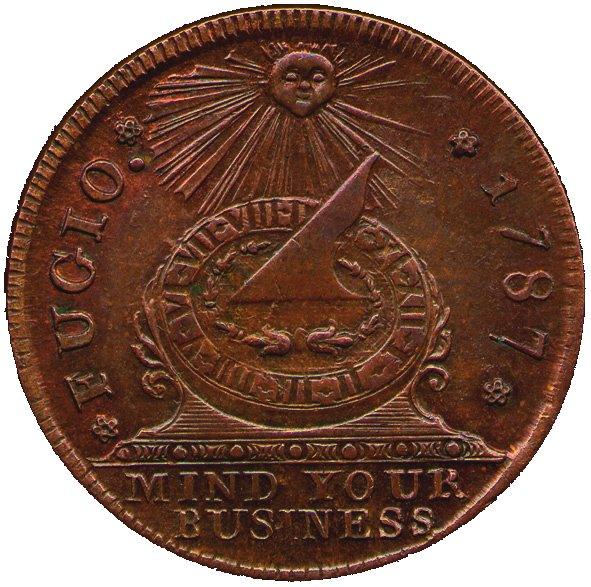
Avers d'un Fugio cent, connu sous le nom de « New Haven Restrike » : une « seconde frappe » effectuée sans doute à la Scovill Mint de Waterbury (Connecticut), qui, selon la légende, aurait été produite par C. Wyllys Betts à partir de coins découverts par lui.

Le Fugio cent est le nom de la plus ancienne pièce de monnaie « officielle » des États-Unis : d'une valeur conventionnelle de 1 cent, elle fut frappée à partir du 27 mai 1787.
Il succède au type Nova Constellatio (1783), qui s'avéra être un échec.

## Histoire
Son surnom vient du mot latin fugio (en français : vite) qui, inscrit sur l'une de ses faces, est associé à la maxime anglaise Mind your business : le tout forme un jeu de mots que l'on peut traduire par : hâtez-vous de vous mettre au travail, le temps presse. Une autre maxime apparaît parfois au revers sur certaines émissions, We are one, au centre, qui sera remplacée en 1789 par le fameux E pluribus unum, entourée de la mention United States et d'une chaîne composée de 13 cercles.
La Bibliothèque du Congrès possède divers essais de pièces en argent frappées en 1776 et d'un format équivalent à la pièce de huit réaux espagnole, appelée aussi Spanish dollar par les Américains : elles furent peu usitées, étant donné l'absence de réserves suffisantes de métal précieux du fait de la guerre, et conséquemment du lancement d'une monnaie de nécessité, le dollar continental, considéré comme le premier billet américain. 
Le Fugio cent est fait de cuivre et possède un poids moyen de 10 g. Il a été dessiné originellement par Benjamin Franklin et ne présente pas de valeur faciale. Il en existe cependant de nombreuses variétés et il en fut frappé environ 400 000 exemplaires durant deux ans, jusqu'à la réforme monétaire de 1789, sanctionnée par le Coinage Act of 1792 qui met en place le dollar américain.
Il s'agit en réalité d'un format intermédiaire et les premiers cents courants du dollar américain furent fabriqués seulement à partir de 1793. Il fut fabriqué entre-temps des centaines de pièces différentes, essentiellement en cuivre, et assimilées à des jetons.
Cependant, depuis janvier 2022, cette pièce, qui faisait l'objet d'un débat entre historiens, est définitivement considérée comme une des premières frappes officielles des États-Unis.